# والنتینو مازولا
والنتینو مازولا (به ایتالیایی: Valentino Mazzola) بازیکن فوتبال و اهل ایتالیا است 

## تیم ملی
از سال ۱۹۴۲ میلادی عضو تیم ملی فوتبال ایتالیا بوده و در ۱۲ بازی ملی حضور داشته‌است. او در بازی‌های ملی‌اش ۴ گل به ثمر رساند.
والنتینو مازولا آخرین بازی ملی خود را در سال ۱۹۴۹ میلادی انجام داد.

## درگذشت
وی در سانحه هوایی superga بهمراه جمعی دیگر از بازیکنان تورینو جان خود را از دست داد.

## افتخارات
مجله fourfourtwo وی را در لیست ۱۰۰ بازیکن برتر تاریخ فوتبال در جایگاه ۲۶ ام قرار داد٫